# Sidney Weinberg
Sidney James Weinberg (né le 12 octobre 1891 - mort le 23 juillet 1969) est un ancien dirigeant de la firme Goldman Sachs. Il a été surnommé Mr. Wall Street par The New York Times et le directeur des directeurs (director's director en anglais) par Fortune. Il est un exemple d'accomplissement du rêve américain, ayant commencé comme concierge pour gravir les échelons jusqu'au poste de président-directeur-général.